# Paludamentum

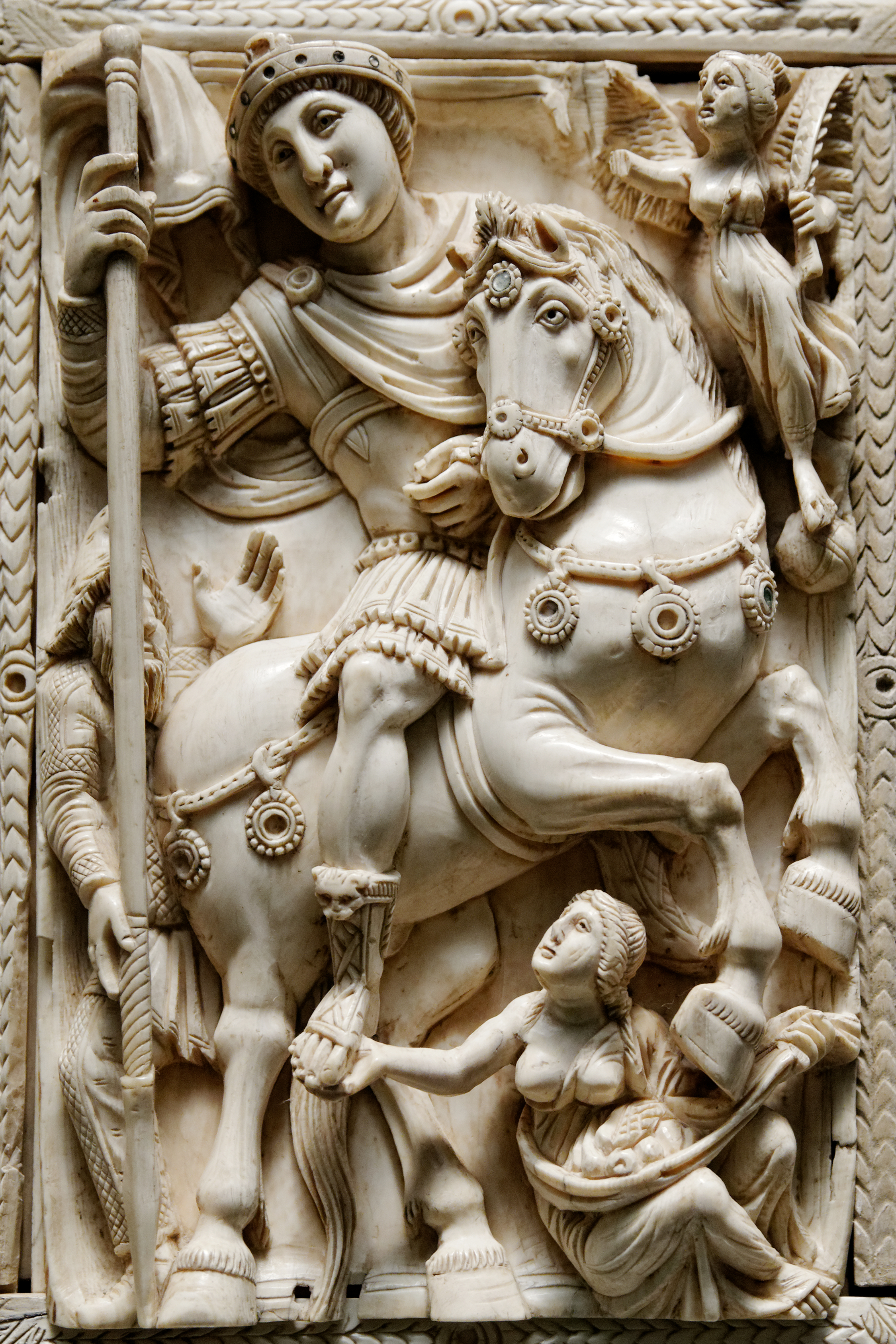
Imperatore romano (probabilmente Giustiniano I) indossante il paludamentum sulla corazza (avorio Barberini, Museo del Louvre)

Il paludamentum era un tipo di mantello che veniva indossato da un generale romano quando comandava un esercito, dai suoi ufficiali principali e dai suoi attendenti; in questo si distingueva dal sagum indossato dal comune soldato e dalla toga indossata in tempo di pace.
L'introduzione del paludamentum si deve al re etrusco, Tarquinio Prisco. Quando un magistrato romano riceveva l'imperium dai comitia curiata e dopo aver fatto voti sul Campidoglio, era tradizione che marciasse fuori dall'Urbe vestito con il paludamentum e accompagnato dai littori anch'essi vestiti con il paludamentum. Parallelamente era obbligatorio, per il magistrato di ritorno a Roma, celebrare una cerimonia in cui si toglieva ufficialmente il paludamentum prima di fare l'ingresso nelle mura cittadine: questo atto era così importante che persino gli imperatori lo rispettavano. Cicerone accusò Verre proprio di aver lasciato la città con il paludamentum ma di essere tornato di nascosto per fare visita alla propria amante, peccando "contra fas, contra auspicia, contra omnes divinas et humanas religiones" (In Verrem, II.V.34).
Il paludamentum era aperto sul davanti e lungo fino alle ginocchia, venendo fissato sul petto da una fibula, di foggia variabile con l'epoca, posta sulla spalla destra o sinistra a seconda della comodità. Gli autori antichi identificano il paludamentum romano con la clamide greca, utilizzando i due termini come sinonimi.
Il colore del paludamentum era tipicamente bianco o porpora, tanto che venne notato e ricordato il fatto che Marco Licinio Crasso indossasse un paludamentum scuro.